# Johann Jacob Cramer
Johann Jacob Cramer (* 1705 in Suchau, Schlesien; † 1770 in Mannheim) war Flötist und Geiger bei der kurfürstlichen Hofmusik in Mannheim.
Johann Jacob Cramer wurde 1729 als Mitglied in die kurfürstliche Hofkapelle in Mannheim  aufgenommen, aus der sich um 1750 die Mannheimer Schule entwickelte. 
Er heiratete am 4. Juli 1730 in Mannheim Sybilla Catharina Gentes. Ein Sohn war Johann Wilhelm Cramer, Violinist und Dirigent. Eine Tochter, Maria Anna Cramer, heiratete den Kalkanten bei der kurfürstlichen Hofmusik Adam Moralt, den Stammvater der Münchner Künstlerfamilie Moralt.